# Hidemi Suzuki
Hidemi Suzuki (jap. 鈴木秀美, Suzuki Hidemi; * 1957 in Kōbe, Japan) ist ein Cellist aus dem Bereich „Historische Aufführungspraxis“. Er ist ein Bruder des Dirigenten Masaaki Suzuki.

## Leben
Nach einer erfolgreichen Laufbahn als moderner Cellist in seinem Heimatland verließ er in den 1980er Jahren Japan, um bei dem renommierten Cellisten Anner Bylsma zu studieren. In dieser Zeit entwickelte er sich zu einem der führenden Barockcellisten Europas. Er war unter anderem Mitglied von La Petite Bande, Frans Brüggens „Orchestra of the 18th Century“ und dem „Boccherini Quartet Tokyo“. Als Dozent unterrichtete er unter anderem an der Academy Of Early Music in Amsterdam sowie dem Königlichen Konservatorium in Brüssel. Schüler waren unter anderen Antje Geusen, Christoph Theinert und Mime Yamahiro.
Inzwischen lebt er wieder in Japan, ist Mitglied des Bach Collegiums Japan und leitet das von ihm gegründete „Orchestra Libera“, das sich auf die Interpretation der Werke des 18. Jahrhunderts auf Originalinstrumenten spezialisiert hat. Gemeinsam mit den Musikerkollegen Ryo Terakado und Sophie Gent (Barockviolinen), und Yoshiko Morita (Bratsche) bildet er das Quartett „Mito dell’Arco“.
Mit Überzeugung setzt sich Suzuki für die Darmbesaitung auf dem Violoncello ein. Zusammen mit dem mexikanischen Bogenbauer Luis Emilio Rodriguez beeinflusste er den modernen Nachbau historischer Streichbögen ohne Feuerbiegung.
Sein Repertoire reicht vom Barock bis ins 19. Jahrhundert. Besonders hervorzuheben sind seine Einspielung der Cellosonaten von Francesco Geminiani, der Werke für Cello und Klavier von Ludwig van Beethoven, sowie der Cellokonzerte von Carl Philipp Emanuel Bach.